# Croix-des-Bouquets (arrondissement)
Croix-des-Bouquets (em crioulo, Kwadèbouke), é um arrondissement do Haiti, situado no departamento do Oeste. De acordo com o censo de 2003, Croix-des-Bouquets tem uma população total de 441.563 habitantes.

## Comunas
O arrondissement de Croix-des-Bouquets é composto por 5 comunas.			